# Дунавска минога
Карпатската минога (Eudontomyzon danfordi) е вид безчелюстна риба от семейство Миногови (Petromyzontidae). Представител е на клас Cephalaspidomorphi, който включва най-примитивните гръбначни в европейската фауна.

## Начин на живот и хранене
От яйцата се излюпват ларви наречени амоцети. Като ларви живеят 4 – 5 години. Хранят се с детрит и дънни безгръбначни. Метаморфозират в края на лятото.
Възрастните се хранят с кръвта и месото на живи и мъртви риби. Размножават се 1 година след метаморфозата. След размножаването умират.

## Размножаване
Плодовитостта ѝ достига до 2000 – 3000 яйца през пролетта.

## Разпространение
В басейна на реките Тиса и Тимис в Унгария, Румъния, Украйна и Словакия.

## Природозащитен статут
- Червен списък на застрашените видове (IUCN Red list) – Незастрашен (Least Concern LC)[2]
- Директива за местообитанията и дивата флора и фауна на ЕС – Приложение II [3]
- Червена книга на България – Изчезнал[4]